# Barú (Halbinsel)
Die Halbinsel Barú (spanisch Península de Barú) liegt südlich der Stadt Cartagena an der kolumbianischen Karibikküste im Departamento de Bolívar. Östlich der Halbinsel führt der Kanal El Dique vorbei, der die nördlich gelegene Bahía de Cartagena de Indias mit dem Río Magdalena verbindet. Da der Kanal praktisch die Halbinsel vom Festland trennt, wird sie manchmal auch als Insel (spanisch Isla) bezeichnet.
Administrativ gehört Barú zur Gemeinde Cartagena im Departamento de Bolívar.
Westlich von Barú sind die Islas del Rosario vorgelagert, nördlich liegt die Isla de Tierra Bomba. Auf der Halbinsel befindet sich der Nationalpark Corales del Rosario. Nah der Spitze im Westen, dem Punta Barú, die durch einen schmalen Kanal von der restlichen Halbinsel getrennt ist, liegt der Ort Barú.
Südlich von Barú befindet sich die Bahía Barbacoas.
Nahe der Halbinsel fand man 2015 das spanische Linienschiff San José, die 1708 in einer Seeschlacht mit britischen Kriegsschiffen versenkt wurde.